# UFC 85
UFC 85: Bedlam è stato un evento di arti marziali miste tenuto dalla Ultimate Fighting Championship il 7 giugno 2008 alla The O2 Arena di Londra, Regno Unito.

## Retroscena
L'evento vide molti cambiamenti nelle sue card a causa di vari infortuni capitati agli atleti:
- Il main event doveva essere la sfida tra Chuck Liddell e Mauricio Rua, ma Rua dovette operarsi al ginocchio e venne quindi sostituito in una prima istanza da Rashad Evans; pure Liddell s'infortunò e venne rimpiazzato con James Irvin, il quale a sua volta subì un acciacco e non fu possibile trovare un sostituto in tempo;
- Dovevano sfidarsi Jonathan Goulet e Paul Kelly, ma il primo diede forfait perché non sufficientemente preparato alla sfida e il secondo subì un infortunio;
- Michael Bisping affrontò Jason Day al posto di Chris Leben;
- Roan Carneiro affrontò Kevin Burns al posto di Ryo Chonan;
- Antoni Hardonk affrontò Eddie Sanchez al posto di Neil Wain.

## Risultati

### Card preliminare
- Incontro categoria Pesi Welter:  Paul Taylor contro  Jess Liaudin

Taylor sconfisse Liaudin per decisione unanime (29–28, 29–28, 28–29).
- Incontro categoria Pesi Massimi:  Antoni Hardonk contro  Eddie Sanchez

Hardonk sconfisse Sanchez per KO (pugni) a 4:15 del secondo round.
- Incontro categoria Pesi Mediomassimi:  Jason Lambert contro  Luiz Cané

Cané sconfisse Lambert per KO Tecnico (pugni) a 2:07 del primo round.
- Incontro categoria Pesi Welter:  Roan Carneiro contro  Kevin Burns

Burns sconfisse Carneiro per sottomissione (strangolamento triangolare) a 3:53 del secondo round.
- Incontro categoria Pesi Leggeri:  Matt Wiman contro  Thiago Tavares

Wiman sconfisse Tavares per KO (pugni) a 1:57 del secondo round.
- Incontro categoria Pesi Medi:  Martin Kampmann contro  Jorge Rivera

Kampmann sconfisse Rivera per sottomissione (strangolamento a ghigliottina) a 2:44 del primo round.

### Card principale
- Incontro categoria Pesi Massimi:  Brandon Vera contro  Fabrício Werdum

Werdum sconfisse Vera per KO Tecnico (colpi) a 4:40 del primo round.
- Incontro categoria Pesi Medi:  Nate Marquardt contro  Thales Leites

Leites sconfisse Marquardt per decisione divisa (28–27, 28–27, 27–28). A Marquardt è stato sottratto un punto nel secondo round per una ginocchiata non consentita alla testa dell'avversario a terra ed un punto nel terzo round per aver colpito la parte posteriore della testa dell'avversario.
- Incontro categoria Pesi Welter:  Mike Swick contro  Marcus Davis

Swick sconfisse Davis per decisione unanime (29–27, 29–27, 29–27). A Swick è stato sottratto un punto nel terzo round per aver afferrato la rete della gabbia.
- Incontro categoria Pesi Medi:  Michael Bisping contro  Jason Day

Bisping sconfisse Day per KO Tecnico (colpi) a 3:42 del primo round.
- Incontro categoria Catchweight:  Matt Hughes contro  Thiago Alves

Alves sconfisse Hughes per KO Tecnico (ginocchiata in salto e colpi) a 1:02 del secondo round.

## Premi
Ai vincitori sono stati assegnati 50.000$ per i seguenti premi:
- Fight of the Night:  Matt Wiman contro  Thiago Tavares
- Knockout of the Night:  Thiago Alves
- Submission of the Night:  Kevin Burns